# Pascal Godart

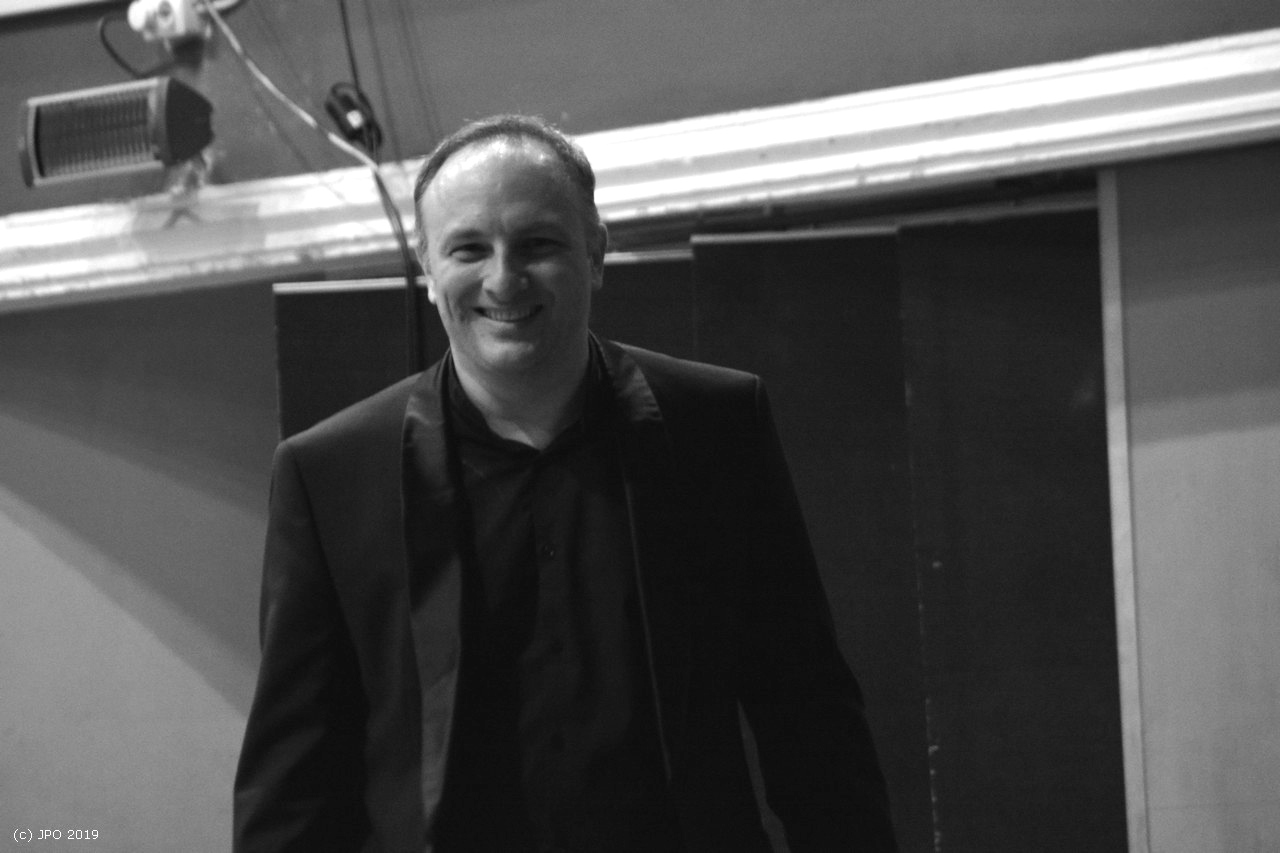
Godart (2019)

Pascal Godart (* 1971) ist ein französischer Pianist.

## Leben
Godart war Klavierschüler von Renée Entremont, der Mutter des Pianisten Philippe Entremont, und Yvonne Loriod und erhielt am Conservatoire de Paris erste Preise in den Fächern Klavierspiel, Kammermusik und Begleitung. Ab 1993 studierte er an der Musikhochschule Hannover und legte hier sein Konzertexamen ab bei Vladimir Krainev.
Er nahm erfolgreich an internationalen Klavierwettbewerben u. a. in Mailand, Cleveland, Tokio und Porto teil und gewann 1996 in Athen den Grand Prix Maria Callas. Danach erhielt er Einladungen des Orchestre Pasdeloup, Orchestre Philharmonique de Nice, Orchestre Philharmonique de Strasbourg und anderer Orchester. Im Mittelpunkt seines Repertoires als Konzertpianist stehen neben Kompositionen Chopins und Ravels die Klavierkonzerte Rachmaninows, Beethovens und weiteren.
Als Kammermusiker trat er u. a. mit Latica Honda-Rosenberg, Natalia Gutman, dem Psophos-, dem Alma- und dem Emperor-Quartett auf. Bei einer Konzertreise mit dem Orchester von Dnipropetrowsk wirkte er bei der Aufführung von Klavierkonzerten Mozarts auch als Dirigent. Auf Platte nahm er neben Kompositionen Schuberts, Strawinskis und Francks ein Album mit Werken Henri Dutilleux’ auf.
2010 war Pascal Godart als Professor an der Haute Ecole de Musique de Lausanne tätig; von 2012 bis 2014 an der Académie de Musique Tibor Varga in Sitten und an der Academie du Grand Paris.
Pascal Godart war als Juror eingeladen beim Maria-Callas-Wettbewerb 2010 in Athen und bei den Vorentschieden des Concours de Genève 2014.

## Diskographie
- Pascal Godart, Alexandre Brussilovsky, Guennadi Freidine, Bion Tsang, Strauss & Turina piano Quartets
- Pascal Godart und Solistes de l'Orchestre de Paris, Saint-Saëns Intégrale
- Pascal Godart & Alexandre Brussilovsky, Schostakowitsch sonate
- Pascal Godart & Alexandre Brussilovsky, Pierné & Lekeu sonaten
- Pascal Godart & Marc Trénel play Koechlin, Saint-Saëns, Pierné
- Henri Dutilleux: Pages de Jeunesse, sonate pour piano, 2007
- L'esprit du piano français, 2009